# Wysoki Most (województwo kujawsko-pomorskie)
Wysoki Most – osada leśna w Polsce położona na Pojezierzu Kujawskim w województwie kujawsko-pomorskim, w powiecie mogileńskim, w gminie Jeziora Wielkie na wąskim przesmyku pomiędzy jeziorami Wójcińskim i Ostrowskim.
W latach 1975–1998 miejscowość administracyjnie należała do województwa bydgoskiego.